# Chelostoma longilabrare
Chelostoma longilabrare är en biart som beskrevs av Wu 2004. Chelostoma longilabrare ingår i släktet blomsovarbin, och familjen buksamlarbin. Inga underarter finns listade i Catalogue of Life.